# Лебедев, Борис Васильевич
Борис Васильевич Лебедев (9 марта 1937, Москва — 8 мая 1966, там же) — советский футболист, выступавший на позиции защитника и полузащитника. Сыграл 6 матчей в высшей лиге СССР.

## Биография
Воспитанник футбольной школы московского «Динамо». С 1955 года выступал за дубль бело-голубых, в его составе за следующие четыре сезона сыграл 50 матчей и забил два гола в первенстве дублёров. В основном составе «Динамо» дебютировал 14 сентября 1957 года в игре высшей лиги против «Шахтёра», выйдя на замену на 71-й минуте вместо Бориса Кузнецова. 
Всего за основной состав «Динамо» сыграл 6 матчей в чемпионате страны и одну игру в Кубке СССР.
В конце 1958 года был вынужден завершить спортивную карьеру из-за обнаружившейся болезни — опухоли головного мозга.
Скончался в Москве в Боткинской больнице 8 мая 1966 года в возрасте 29 лет.